# 十文字贵信
十文字贵信（日语：／ Jumonji Takanobu，1975年11月10日—），日本男子自行车运动员。他曾代表日本参加1996年夏季奥林匹克运动会自行车比赛，获得男子1公里计时赛铜牌。他也曾参加1998年亚洲运动会。